# Sheesh
Sheesh – utwór nagrany przez południowokoreańską grupę BabyMonster na ich pierwszy minialbum BabyMons7er. Został wydany 1 kwietnia 2024 roku jako główny singiel minialbumu przez YG Entertainment.

## Historia wydania
28 lutego 2024 roku YG Entertainment ogłosiło, że 1 kwietnia BabyMonster wyda swój pierwszy minialbum zatytułowany BabyMon7ser. Ogłoszono również, że Ahyeon dołączy do grupy po wyzdrowieniu z problemów zdrowotnych. 18 marca Yang Hyun-suk ogłosił, że głównym singlem będzie „Sheesh”. Teaser teledysku z udziałem poszczególnych członkiń zostały wydane od 21 do 27 marca (w kolejności: Ahyeon, Ruka, Chiquita, Rora, Asa, Pharita i Rami). 28 marca został wydany teaser, a dzień później filmik z próbką utworów z albumu. Utwór został wydany wraz z teledyskiem i minialbumem 1 kwietnia.

## Kompozycja
Współautorami utworu „Sheesh” są Choice37, Sonny, Lil G, LP, Choi Hyun-suk i Sandra Wikström, przy udziale YG w kompozycji. Aranżacją zajęli się LP, Choice37, YG i Dee. P. Opisywany jako hiphopowy utwór taneczny zawierający „melodię fortepianu w stylu barokowym i syntezatorowym rytmem”. „Sheesh” zostało skomponowane w tonacji tonacji D-dur, w tempie 140 uderzeń na minutę.

## Notowania
| Lista                               | Najwyższa pozycja | Źr.    |
| ----------------------------------- | ----------------- | ------ |
| Global 200 (Billboard)              | 33                | [ 16 ] |
| Hong Kong (Billboard)               | 10                | [ 17 ] |
| Indonesia (Billboard)               | 4                 | [ 18 ] |
| Japan (Japan Hot 100)               | 42                | [ 19 ] |
| Japan Heatseekers (Billboard Japan) | 1                 | [ 20 ] |
| Japan Combined Singles (Oricon)     | 41                | [ 21 ] |
| Malaysia (Billboard)                | 4                 | [ 22 ] |
| Netherlands (Global Top 40)         | 12                | [ 23 ] |
| New Zealand Hot Singles (RMNZ)      | 30                | [ 24 ] |
| Singapore (RIAS)                    | 6                 | [ 25 ] |
| South Korea (Circle)                | 10                | [ 26 ] |
| South Korea (Billboard)             | 7                 | [ 27 ] |
| Taiwan (Billboard)                  | 3                 | [ 28 ] |

## Nagrody w programach muzycznych
| Program            | Data        | Źródło |
| ------------------ | ----------- | ------ |
| M Countdown (Mnet) | 2 maja 2024 | [ 29 ] |